# Varmo
Varmo (Vildivar en frioulan) est une commune italienne de la province d'Udine, dans la région Frioul-Vénétie Julienne.

## Géographie
Les communes limitrophes de Varmo sont Bertiolo, Camino al Tagliamento, Codroipo, Morsano al Tagliamento (PN), Rivignano, Ronchis et San Michele al Tagliamento (VE).
Les frazioni de Varmo sont Belgrado, Canussio, Cornazzai, Gradiscutta, Madrisio, Romans, Roveredo et Santa Marizza.

## Histoire
À la localité Gradiscutta, des fouilles archéologiques ont révélé des traces d'un habitat du premier âge du fer.

## Administration
| Période                                  | Période     | Identité        | Étiquette     | Qualité |
| ---------------------------------------- | ----------- | --------------- | ------------- | ------- |
| 17 mai 2010                              | 30 mai 2015 | Sergio Michelin | Liste civique |         |
| 31 mai 2015                              | mai 2020    | Sergio Michelin | Liste civique |         |
| Les données manquantes sont à compléter. |             |                 |               |         |

## Personnalités liées à la commune
- Sergio Maldini (1923-1998), journaliste et écrivain ayant vécu de nombreuses années à Santa Marizza di Varmo. Celui-ci a fait de Varmo le lieu de ses romans La casa a nord-est (1991) – lauréat du prix Campiello 1992 – et La stazione di Varmo (1994).